# Лафонтан, Роже
Роже Лафонтан (фр. Roger Lafontant; 1931, Порт-о-Пренс — 30 сентября 1991, Порт-о-Пренс) — гаитянский политик, командующий тонтон-макутами, министр в правительстве Жана-Клода Дювалье. 7 января 1991 года возглавил государственный переворот, в течение дня занимал пост временного президента Гаити. После подавления мятежа арестован и приговорён к пожизненному заключению. Убит в тюрьме в ходе очередного переворота в сентябре того же года.

## Силовик Бэби Дока
По дате рождения Роже Лафонтана существуют разногласия, разные источники указывают 1931 или 1936 год. Учился на врача-гинеколога. Был активным сторонником Франсуа Дювалье, организовал из студентов-медиков группу тонтон-макутов. Являлся одним из ведущих командиров дювальеристских формирований.
После смерти Дювалье-старшего президентский пост наследовал его сын Жан-Клод Дювалье. Склонный к сибаритству Бэби Док не пользовался доверием вдовы диктатора, «Хранительницы революции» Симоны Дювалье и командующего тонтон-макутами Люкнера Камбронна. Между новым президентом и ортодоксальными дювальеристами возникали острые конфликты. В ноябре 1972 года Дювалье-младший отправил Камбронна в отставку. Вместо него министром внутренних дел и национальной обороны был назначен Роже Лафонтан. Он возглавил также корпус тонтон-макутов. Этим назначением молодой президент рассчитывал укрепить собственный контроль над силовыми структурами.

## Отставка, возвращение, бегство
На министерских постах Роже Лафонтан стал проявлять серьёзные амбиции. Президент Дювалье отреагировал отстранением Лафонтана от правительственных должностей. Он был направлен в Канаду, генеральным консулом в Монреале, где пробыл с 1973 по 1982 год.
Лафонтан возвратился в Гаити в июле 1982 года. Он получил от Дювалье пост советника по внутренним делам и обороне, а в августе 1983 года вновь назначен министром и командующим тонтон-макутами. Проявлял на этих постах крайнюю жестокость, гаитянские оппозиционеры сравнивали Лафонтана с Менгеле.
В сентябре 1985 года Дювалье вновь снял Лафонтана с министерских постов.
В феврале 1986 года режим Дювалье был свергнут массовыми протестами, поддержанными армейским генералитетом и администрацией США. Роже Лафонтан, опасаясь возможной расправы (в февральские дни были убиты десятки тонтон-макутов), бежал в Доминиканскую Республику.

## Путч
В ночь на 7 января 1991 года Роже Лафонтан при поддержке группы бывших тонтон-макутов совершил государственный переворот и объявил себя президентом Гаити. Временный глава государства Эрта Паскаль-Труйо не оказала сопротивления. Лафонтан рассчитывал на поддержку армии, не желавшей прихода к власти левого политика Жана-Бертрана Аристида, которого гаитянские правые рассматривали как коммуниста. Но этот расчёт не оправдался. Главнокомандующий вооружёнными силами генерал Эрар Абрахам заявил о верности конституционному строю и осудил незаконный захват власти.
В уличных столкновениях погибли около 75 человек. К вечеру 7 января путч был подавлен, Лафонтан и его сообщники арестованы. Суд приговорил Роже Лафонтана к пожизненному заключению.

## Гибель
29 сентября 1991 года в Гаити произошёл очередной военный переворот. Был свергнут президент Аристид, к власти пришла военная хунта во главе с генералом Раулем Седрасом. Новые власти, особенно полковник Мишель Франсуа, занимали крайне правые позиции, близкие Роже Лафонтану.
В ночь на 30 сентября Роже Лафонтан был убит в тюрьме по приказу Аристида. (Несколько часов спустя Аристид прекратил сопротивление и вскоре отбыл из Гаити.)